# Luise Hensel
Pour les articles homonymes, voir Hensel.
Luise Hensel (née le 30 mars 1798 à Linum, aujourd'hui dans la commune de Fehrbellin dans le Land du Brandebourg, morte le 18 décembre 1876 à Paderborn) est une poétesse allemande d'inspiration religieuse.

## Biographie
Luise Maria Hensel est la fille d'un pasteur, elle est la sœur du peintre Wilhelm Hensel qui épousera Fanny Mendelssohn, la sœur du compositeur Felix Mendelssohn. Après la mort de son père, elle suit sa mère à Berlin. À l'âge de 14 ans, elle conclut "un pacte secret avec Dieu" après en avoir ressenti le besoin et réfléchi à une vérité. Elle se convertit le 7 décembre 1818 à la religion catholique auprès du prévôt Johannes Ambrosius Taube (de).
Le poète romantique Clemens Brentano et le compositeur Ludwig Berger sont amoureux d'elle en même temps. Mais elle demeure fidèle à la religion, même si elle fait attention au changement de Brentano qui lui a écrit une vingtaine de chansons. Wilhelm Müller devient aussi amoureux. Les poèmes sur cet amour non réciproque inspireront à Franz Schubert deux cycles, Die schöne Müllerin et Winterreise. 
La seule personne pour qui Luise Hensel a de l'affection est son ami d'enfance Ernst Ludwig von Gerlach, qui deviendra un homme politique faisant partie du Neue Preußische Zeitung. Mais celui-ci demeure protestant, ce qui met Luise Hensel en pleine crise.
Elle quitte Berlin en 1819. Elle se met au service de la princesse Mimi Salm-Reifferscheidt-Krautheim und Dyck et la suit à Münster puis Düsseldorf. À Munster, elle est sous l'influence de Bernhard Heinrich Overberg (de) et à Düsseldorf, elle fait vœu de chasteté le 6 mars 1820 auprès du père Heinrich Wüsten.
En 1821, elle est professeur au service de la veuve du comte Friedrich Leopold de Stolberg. Elle reste à Sondermühlen (de) jusqu'en 1823 et amène son développement religieux à la conclusion. Avec son fils adoptif Rudolf Rochs, le fils d'une de ses sœurs qui est morte à Berlin, elle déménage à Wiedenbrück en Westphalie pour l'éducation de son école. Elle mène une vie tranquille jusqu'en 1825. Elle fait la connaissance d'Anna Katharina Emmerick, religieuse mystique, porteuse de stigmates, la soigne et supervise sa succession après sa mort en 1824. Clemens Brentano les rencontre. Leur vieille amitié est l'occasion pour Luise de confier le travail littéraire de la religieuse et de le présenter après sa mort. 
Chaque année, elle se rend quelques semaines au château de Knippenburg (de), la propriété de son ami Friedrich Carl Devens (de). Ses paysages lui inspirent de nombreux poèmes mélancoliques.
Dès lors, elle vit une vie de privations et fait de nombreux pèlerinages. En 1825 et 1826, elle va à Coblence, Sondermühlen, au couvent de Boppard. De 1827 à 1833, elle est éducatrice au couvent Saint-Léonard à Aix-la-Chapelle. Ses élèves seront Clara Fey et Françoise Schervier. Elle reçoit une demande en mariage de Clemens August Alertz (de), qui sera le médecin des papes Grégoire XVI et Pie IX, qu'elle refuse. De 1833 à 1837, elle vit à Berlin et à Dresde puis jusqu'en 1840 au couvent de Neuburg, dans la maison de l'épouse de Johann Friedrich Heinrich Schlosser (de). En 1841, elle s'installe à Cologne où elle fonde une œuvre caritative. Elle fait connaissance des membres de la famille de Wilhelm Bartman (de) qui cherche une préceptrice pour ses neveux dont il s'occupe depuis la mort de leurs parents. De 1842 à fin 1849, elle s'occupe du ménage de la maison. En 1853, elle retourne à Wiedenbrück et y vit par intermittence jusqu'en 1872. Elle s'installe en 1873 à Paderborn pour aider Pauline von Mallinckrodt, une ancienne élève devenue religieuse.

## Œuvre
Ses poèmes, d'abord publiées en 1858 avec ceux de sa sœur Wilhelmine, se distinguent par leur esprit de piété doux, fervent et langoureux. Une publication complète a lieu en 1869, suivie par des lettres publiées en 1878.